# Salon international aérospatial de Moscou
Le Salon international aérospatial de Moscou ou MAKS (en russe : Международный авиационно-космический салон, Mejdunarodny aviatsionno-kosmitcheski salon, russe : МАКС) se tient une fois tous les deux ans — les années impaires — sur l'aéroport de Joukovski, au sud de Moscou. 
Organisé une première fois en 1992 sous le nom de Mosaeroshow-92, l'événement prend son nom actuel en 1993 et est organisé tous les deux ans vers la fin du mois d'août, en concurrence avec le Salon du Bourget qui se tient quelques semaines plus tôt. Il est un événement aéronautique majeur pour les pays de la Communauté des États indépendants, qui utilisent encore largement du matériel russe.

## Éditions

### Années 2000
En 2005, le salon accueille environ 606 exposants et reçoit 650 000 visiteurs.
En 2009, le pilote Igor Tkatchenko de l'équipe acrobatique des Chevaliers russes est tué dans son Soukhoï Su-27 à la suite d'une collision avec un autre Su-27.